# Shinseiki no Love Song
"Shinseiki no Love Song" (新世紀のラブソング) je trinaesti singl japanskog rock sastava Asian Kung-Fu Generation, objavljen 2. prosinca 2009. Izdano je i ograničeno izdanje s dodatnim DVD-om s četiri pjesme koje su snimljene uživo na Jisan Valley Rock festivalu u Seulu.

## Popis pjesama
1. "Shinseiki no Love Song" (新世紀のラブソング)
2. "Shiro ni Somero" (白に染めろ)

### DVD
Uživo na Jisan Valley Rock Festivalu 2009., Južna Koreja
1. "Yoru no Call" (夜のコール)
2. "After Dark" (アフターダーク)
3. "Loop & Loop" (ループアンドループ)
4. "Rewrite" (リライト)

## Produkcija
- Masafumi Goto - vokal, gitara
- Kensuke Kita - gitara, prateći vokal
- Takahiro Yamada – bas, prateći vokal
- Kiyoshi Ijichi – bubnjevi
- Asian Kung-Fu Generation – producent